# شتيفان كوخ
شتيفان كوش (بالألمانية: Stefan Koch)‏ هو مدرب رياضي ألماني، ولد في 24 أبريل 1964 في ليش في ألمانيا.